# Pleuroascus
Pleuroascus is een geslacht van schimmels uit de familie Pleuroascaceae. De typesoort is Pleiopatella harperi. De familie is nog niet eenduidig bepaald (incertae sedis). 

## Soorten
Volgens Index Fungorum telt het geslacht drie soorten (peildatum februari 2022):
| Soortnaam               | Auteur(s)            | Publicatiejaar |
| ----------------------- | -------------------- | -------------- |
| Pleuroascus nicholsonii | Massee & E.S. Salmon | 1901           |
| Pleuroascus punctatus   | (Panas.) Lodha       | 1978           |
| Pleuroascus rectipilus  | Stchigel & Guarro    | 2013           |